# Jamuria
Jamuria är en stad i Indien och är belägen i distriktet Barddhaman i delstaten Västbengalen. Staden, Jamuria Municipality, ingår i Asansols storstadsområde och hade 145 276 invånare vid folkräkningen 2011.